# Isabelle Alonso
Pour les articles homonymes, voir Alonso.
Isabelle Alonso, née le 8 mai 1953 à Auxerre, dans l'Yonne, est une militante féministe, romancière et chroniqueuse de radio et de télévision française.

## Biographie
Isabelle Alonso est née le 8 mai 1953, à Auxerre de parents réfugiés politiques espagnols dans une famille de quatre enfants. Elle est devenue française à l'âge de 8 ans par naturalisation.
Dans les années 1980, elle crée une entreprise de conseil financier,.

### Radio et télévision
Remarquée par Philippe Bouvard en 1995 après la parution de son premier essai Et encore, je m’retiens ! Propos insolents sur nos amis les hommes, Isabelle Alonso devient pour trois ans une des Grosses Têtes de RTL.
Dès le lancement en septembre 2000, elle est chroniqueuse dans l'émission On a tout essayé sur France 2 ainsi que dans l’émission radio On va s'gêner sur Europe 1, toutes deux animées par Laurent Ruquier.
De janvier 2014 à mars 2014, elle participe à L'Émission pour tous sur France 2.
Elle fait partie des personnalités intervenant au jeu télévisé Mot de passe sur France 2.
En 2014, elle revient ainsi aux Grosses Têtes sur RTL.
En 2019, elle est chroniqueuse de la rubrique Coup de cœur, coup de gueule dans l'émission quotidienne Je t'aime etc. de Daphné Bürki sur France 2,.

### Presse et littérature
Isabelle Alonso est chroniqueuse à Siné Hebdo devenu Siné Mensuel en 2010, et au mensuel Siné Madame créé en 2019 à la suite de sa rencontre avec le dessinateur Siné en 2008.
De 2002 à 2004, elle joue le rôle de Juliette dans la pièce de théâtre La Presse est unanime, créée par Laurent Ruquier. En 2010 et 2011 elle présente un one woman show mis en scène par Caroline Loeb et tiré de son premier livre Et encore, je m’retiens !. Avec ce spectacle, elle souhaite montrer que « le féminisme est consubstantiel à la démocratie ». Elle retrace l'histoire du travail des femmes, parle des inégalités persistantes ou encore de la place des femmes dans le monde politique.
Elle participe au festival d'Avignon (avec le Petit Hébertot de Xavier Jaillard) en 2012 et 2014. Le spectacle tourne en France, en Belgique et en Suisse, jusqu'en 2015.

### Engagement féministe
Féministe engagée, Isabelle Alonso milite pour la défense des droits des femmes dans le monde. Elle se dit féministe par humanisme, pacifiste et écologiste.
En 1999, à la suite des insultes sexistes à l'encontre de Dominique Voynet, alors ministre de l'environnement, elle fonde l'association féministe Les Chiennes de garde avec Florence Montreynaud. Le manifeste déclare : « Nous, Chiennes de garde, nous montrons les crocs. Adresser une injure sexiste à une femme publique, c'est insulter toutes les femmes. Nous nous engageons à manifester notre soutien aux femmes publiques attaquées en tant que femmes. Nous affirmons la liberté d'action et de choix de toutes les femmes. Nous, Chiennes de garde, nous gardons une valeur précieuse : la dignité des femmes ». Elle est la présidente de l'association jusqu'en 2003. À partir de 2013, elle prend position pour qu'une loi sanctionne les clients de la prostitution.
Isabelle Alonso tient un blog : elle publie les insultes anti-féministes qu'elle reçoit quotidiennement, donne des informations sur le mouvement Femen ainsi que sur les violences faites aux femmes.

### Engagement politique
Isabelle Alonso apporte son soutien à Anne Hidalgo lors de la campagne des municipales de 2014 à Paris, et à Jean-Luc Mélenchon pour la campagne de la présidentielle de 2017 et 2022.

## Distinctions
Isabelle Alonso est distinguée dans l'ordre national du Mérite au grade de chevalier le 2 mai 2017.
Elle est membre de l'Académie Alphonse Allais.
En 2018, elle reçoit le prix spécial du jury Jules Renard pour son livre Je peux me passer de l'aube aux éditions Héloïse d'Ormesson.

## Synthèse de sa carrière artistique

### Romans
- Roman à l’eau de bleu, Paris, Robert Laffont, 2003, 317 p.  (ISBN 2-221-09965-6)
  - nouvelle version, Héloïse d'Ormesson, 2012  (ISBN 978-2-35087-191-2)
  - version espagnole sous le titre Al Revés, Paperback, 2005  (ISBN 84-270-3123-8)
- Filigrane, Robert Laffont, 2005, 274 p.  (ISBN 2-221-10387-4)
- L’Exil est mon pays, Héloïse d'Ormesson, 2006, 296 p.  (ISBN 2-35087-031-6)
- Fille de rouge, Héloïse d'Ormesson, 2009, 174 p.  (ISBN 978-2-35087-110-3)
- Maman, Héloïse d'Ormesson, 2010  (ISBN 978-2-35087-149-3)
- Je mourrai une autre fois, Héloïse d'Ormesson, 2016  (ISBN 978-2-35087-342-8)
- Je peux me passer de l'aube, Héloïse d'Ormesson, 2017  (ISBN 978-2-35087-423-4)

### Essais
- Et encore, je m’retiens ! Propos insolents sur nos amis les hommes, Robert Laffont, 1995, 250 p.  (ISBN 2-221-08073-4)
- Tous les hommes sont égaux, même les femmes, Robert Laffont, 1999, 118 p.  (ISBN 2-221-09083-7)
- Pourquoi je suis chienne de garde, Robert Laffont, 2001, 163 p.  (ISBN 2-221-09196-5)
- « L'image des femmes dans les médias », Les Femmes, mais qu'est-ce qu'elles veulent ?, Complexe, 2001, 280 p.  (ISBN 978-2870278932)
- Plus jamais victime ! Survival, nouvelle méthode de défense au féminin, avec Isabelle Mergault et Martial Vout, Michel Lafon, 2002, 165 p.  (ISBN 2-84098-781-3)
- Préface à Métro, boulot, machos. Enquête sur les insultes sexistes au travail, Plon, 2002, 214 p.  (ISBN 978-2259195539)
- Même pas mâle ! La révolution clandestine, Robert Laffont, 2007, 225 p.  (ISBN 2-221-11018-8)
- Sexe : pourquoi on ment, Plon, 2011  (ISBN 978-2-259-21313-4)
- Les Vrais Hommes sont féministes, Héloïse d'Ormesson, 2021, 254 p.  (ISBN 978-2-35087-549-1)
- La peau de l'ours, Éditions du Rocher, 2024, 224 p.  (ISBN 978-2-268-10996-1)

### Théâtre
- 2002 : La presse est unanime de Laurent Ruquier, mise en scène Agnès Boury.
- 2010 : Et encore, je m’retiens ! tiré de son premier livre mis en scène par Caroline Loeb